# Червоненко Ігор Альфредович
Ігор Альфредович Червоненко (Дніпропетровськ, УРСР) — український підприємець та громадський діяч у фармацевтичній галузі. Засновник мережі «Аптека Доброго Дня» (ТОВ «Фармастор») та кінцевий бенефіціар компанії «Фарма-Сіті». З 2015 року — голова правління ГС «Аптечна професійна асоціація України» (АПАУ).

## Біографія
Народився у Дніпропетровську (нині — Дніпро). Молодший брат українського політика та бізнесмена Євгена Червоненка.

### Підприємницька діяльність
Є засновником ТОВ «Фармастор», що розвиває національну мережу «Аптека Доброго Дня». Станом на жовтень 2024 року мережа налічувала 738 аптек. Ігор Червоненко також є кінцевим бенефіціарним власником компанії «Фарма-Сіті» (непрямий контроль 69,13%), яка управляє мережею.
За даними державних реєстрів, є засновником та власником компаній:
- ТОВ «АЙМ ІНВЕСТ» (неспеціалізована оптова торгівля)[5];

- ТОВ «ІНФАРМА ТРЕЙДІНГ УКРАЇНА» (оптова торгівля парфумними та косметичними товарами)[5].

### Громадська діяльність
18 березня 2015 року обраний Головою Правління ВГО «АПАУ», всеукраїнської громадської організації, що об'єднує представників аптечного бізнесу, більшістю голосів, змінивши на цій посаді Олега Никулишина. У лютому 2020 року був переобраний на посаду голови правління ГС «АПАУ».

## Ключові бізнес-події та публічна позиція

### Угода з мережею D.S.
У березні 2025 року Антимонопольний комітет України (АМКУ) розпочав розгляд справи про набуття контролю компанією «Фарма-Сіті» над трьома юридичними особами, що управляють мережею аптек D.S. («Маркет Універсал ЛТД», «Макрус ЛТД» і «Медобори Фарм»). Метою розслідування АМКУ є оцінка впливу цієї концентрації на конкуренцію на фармацевтичному ринку України.

### Конфлікт з МОЗ
У 2015 році, в період запровадження нових ліцензійних умов для аптек, Ігор Червоненко як голова АПАУ висловив застереження щодо прозорості впровадження реформ Міністерства охорони здоровʼя. Він звинувачував МОЗ у непрозорості та поспішності впровадження реформ. Зі свого боку, представники МОЗ наголошували, що зміни спрямовані на підвищення якості фармацевтичних послуг, посилення контролю за обігом ліків та боротьбу з нелегальним ринком відповідно до європейських стандартів.